# Баделеїт
Баделеїт — мінерал підкласу простих оксидів.

## Етимологія та історія
Названий на честь британського геолога Джозефа Бадделі, який описав мінерал. Вперше виявлений та описаний у Шрі-Ланці та Бразилії у 1892 році.
Зразок мінералу зберігається в Музеї природознавства в Лондоні.

## Загальний опис
Містить 96,5-99% ZrO2. Кристали коротко- або довгопризматичні, пласкі.
Різновид — цирконфавас — радіально-променисті коломорфні утворення з концентричною зональністю.
Густина 5,4-6,02.
Твердість. 6,5.
Баделеїт утворює тісні зростки з цирконом та іншими мінералами.
Колір коричневий, нерідко забарвлення плямисте або зональне, від темно-бурого до жовтувато-бурого. Буває безбарвний, жовтий, зелений та ін. Крихкий.
Блиск — жирний до скляного.

## Розповсюдження
Зустрічається у магнетит-піроксенових і магнетит-форстерит-апатитових породах і карбонатитах та інш. разом з пірохлором, циркелітом, інколи кліногумітом. Дуже рідкісний. Виявлений у вулканічних викидах Везувію. Концентрується в прибережно-морських титаноцирконієвих розсипах. Добувається попутно з гідротермальних жил і камафоритів. Найкрупніше у світі родовище баделеїту — Пхалаборва (ПАР).

## Переробка і використання
Збагачується гравітацією, а також магнітною і електричною сепарацією. Використовується у виробництві вогнетривів, абразивів, феросплавів, для одержання металічного цирконію. Сировина для керамічної промисловості. Сировина для виробництва хлориду цирконію.

## Інтернет-ресурси
- Бадделеит
- Baddeleyite Mineral Data [Архівовано 19 вересня 2020 у Wayback Machine.]
- Білецький В. С. Баделеїт // Велика українська енциклопедія. URL: https://vue.gov.ua/Баделеїт